# Ceratites
Ceratites — вимерлий рід амонітів . Ці нектонні хижаки мешкали в морях на території сучасної Європи протягом середнього тріасу, від верхнього анізійського до нижнього ладинського віку. 

## Розповсюдження
Скам'янілості цього роду відомі лише з Германського басейну, що утворював мілководне море, що мало непостійний зв'язок з Тетісом, і покривало значну частину сучасної Європи, від східної Франції до Польщі. Солоність води в цьому частково ізольованому басейні, можливо, була одним із головних факторів, що підтримували низьке різноманіття амоноїдів і брахіопод у цьому басейні, причому види роду Ceratites і два види наутилоїдів Germanonautilus є єдиними місцеві головоногими, окрім поодиноких особин амоноїдів, що могли потрапити до басейну з Тетіса за часів посиленного океанічного впливу.